# Associazione Calcio Reggiana 1937-1938
Questa pagina raccoglie i dati riguardanti l'Associazione Calcio Reggiana nelle competizioni ufficiali della stagione 1937-1938.

## La stagione
In casa granata c'è aria di rinnovamento, Arnaldo Vighi lascia, gioca solo le prime partite, e arrivano i terzini Pierino Bonfanti e Antonio Bernacchi, in porta viene prelevato il cremonese Ugo Ferrazzi, in difesa l'esperto Giuseppe Valenti che è anche l'allenatore granata.
Si segnala il giovane Carlo Benelli, che sarà una colonna della Reggiana nel secondo dopoguerra. Fornaciari viene spostato a centrocampo. In attacco arriva De Stefanis e torna il guastallese Casanova, già al Genoa, poi anche Ravasi, ma la Reggiana, dopo una lunga rincorsa, arriva solo terza. Con un bottino ragguardevole di 19 reti Piero De Stefanis è il miglior realizzatore di stagione.
Il cazzotto di Zanzù Fornaciari all'arbitro alla terzultima col Lecco chiude la corsa alla vetta. Vivaldo Fornaciari viene squalificato a vita, ma sarà in seguito amnistiato dopo la vittoria dell'Italia ai mondiali di Francia del 1938. Il torneo è stato vinto dalla coppia Fanfulla e Piacenza con 42 punti, essendoci una sola promozione in Serie B, si è reso necessario uno spareggio che ha premiato (2-1) i bianconeri lodigiani.

## Divise
| Prima divisa |

## Rosa
| N. |                   | Ruolo | Calciatore        |
| -- | ----------------- | ----- | ----------------- |
|    | Italia (bandiera) | D     | Carlo Benelli     |
|    | Italia (bandiera) | A     | Arturo Benelli    |
|    | Italia (bandiera) | A     | Gino Benelli      |
|    | Italia (bandiera) | D     | Antonio Bernacchi |
|    | Italia (bandiera) | C     | Pierino Bonfanti  |
|    | Italia (bandiera) | C     | Nellusco Campari  |
|    | Italia (bandiera) | A     | Ottorino Casanova |
|    | Italia (bandiera) | D     | Giulio Colombi    |
|    | Italia (bandiera) | A     | Piero De Stefanis |
|    | Italia (bandiera) | A     | Aldo Didoni       |

| N. |                   | Ruolo | Calciatore         |
| -- | ----------------- | ----- | ------------------ |
|    | Italia (bandiera) | P     | Ugo Ferrazzi       |
|    | Italia (bandiera) | C     | Vivaldo Fornaciari |
|    | Italia (bandiera) | A     | Quirino Montanari  |
|    | Italia (bandiera) | C     | Vivante Montanari  |
|    | Italia (bandiera) | A     | Giovanni Ravasi    |
|    | Italia (bandiera) | A     | Romolo Re          |
|    | Italia (bandiera) | C     | Sante Rossetti     |
|    | Italia (bandiera) | C     | Giuseppe Valenti   |
|    | Italia (bandiera) | D     | Arnaldo Vighi      |

## Risultati

### Girone di andata
| Arbitro: | Giambone (Venezia) |

|                                             |           |  |
| Casanova 35’ De Stefanis 49’ A. Benelli 72’ | Marcatori |  |

| Arbitro: | Marini (Verona) |

|                 |           |                 |
| Renoldi 9’, 65’ | Marcatori | 37’ De Stefanis |

| Arbitro: | Riviera (La Spezia) |

|                                                                                               |           |  |
| Casanova 12’ Valenti 18’ Rossetti 26’ De Stefanis 29’, 49’, 88’ A. Benelli 70’ Fornaciari 89’ | Marcatori |  |

| Arbitro: | Forni (Trento) |

|                                  |           |                            |
| Gaddoni 3’, 50’ Ganelli 75’, 86’ | Marcatori | 85’ Fornaciari 90’ Valenti |

| Arbitro: | Dagnino (Genova) |

|                        |           |                       |
| Quario 35’ Caliari 89’ | Marcatori | 64’ (rig.) A. Benelli |

| Arbitro: | Bertone (Torino) |

|        |           |            |
| Re 38’ | Marcatori | 35’ Sichel |

| Arbitro: | Melioli (Genova) |

|                       |           |                                               |
| Arienti II 73’ (rig.) | Marcatori | 9’ (aut.) Ballabio 68’ De Stefanis 79’ Didoni |

| Arbitro: | Poggipollini (Ferrara) |

|                              |           |  |
| Bonfanti 54’ De Stefanis 69’ | Marcatori |  |

| Arbitro: | Quarantini (Mantova) |

|            |           |  |
| Zanoni 70’ | Marcatori |  |

| Arbitro: | Bonamartini (Firenze) |

|                           |           |             |
| De Stefanis 24’, 42’, 70’ | Marcatori | 88’ Marcora |

| Arbitro: | Osti (Ferrara) |

|             |           |                |
| Rivolta 51’ | Marcatori | 39’ Fornaciari |

| Arbitro: | Stecig (Fiume) |

|                        |           |              |
| De Stefanis 51’ (rig.) | Marcatori | 74’ Avanzini |

| Arbitro: | Zavattaro (Casale Monferrato) |

|                   |           |                              |
| Prata Pizzala 81’ | Marcatori | 6’ Fornaciari 47’ A. Benelli |

| Arbitro: | Masini (Genova) |

|  |           |                                                            |
|  | Marcatori | 3’ Fornaciari 6’ Casanova 31’ G. Montanari 68’ De Stefanis |

| Arbitro: | Goracci (Firenze) |

|                                       |           |             |
| Valenti 66’ Ravasi 75’ A. Benelli 81’ | Marcatori | 87’ Dugnani |

### Girone di ritorno
| Arbitro: | Parpaiola (Padova) |

|  |           |               |
|  | Marcatori | 66’ Bernacchi |

| Arbitro: | Ceccherini (Como) |

|                             |           |  |
| Q. Montanari 30’ Ravasi 82’ | Marcatori |  |

| Arbitro: | Viarengo (Asti) |

|                           |           |                           |
| Capolaro 34’ Manfredi 47’ | Marcatori | 24’ Fornaciari 70’ Ravasi |

| Arbitro: | De Benedictis (Padova) |

|                                        |           |  |
| De Stefanis 28’ (rig.) Ravasi 51’, 70’ | Marcatori |  |

| Arbitro: | Leiter (Fiume) |

|                      |           |                         |
| Bernacchi 62’ (rig.) | Marcatori | 32’ Pintossi 42’ Quario |

| Arbitro: | Bertolio (Torino) |

|                        |           |                  |
| Longhi 72’ Schafer 83’ | Marcatori | 31’ Q. Montanari |

| Reggio Emilia 13 marzo 1938 22ª giornata | Reggiana       | 0 – 0 | Seregno | Stadio Mirabello\| Arbitro: \| Neri (Vicenza) \| |
| Arbitro:                                 | Neri (Vicenza) |       |         |                                                  |

| Arbitro: | Garzena (Voghera) |

|           |           |                                     |
| Rocca 50’ | Marcatori | 27’, 35’, 67’ Fornaciari 34’ Ravasi |

| Arbitro: | Bertone (Torino) |

|                                  |           |  |
| Ravasi 30’ M. Colombo 60’ (aut.) | Marcatori |  |

| Arbitro: | Capitanio (Venezia) |

|                |           |                                |
| Magugliani 56’ | Marcatori | 10’ De Stefanis 26’ A. Benelli |

| Arbitro: | Magnoni (Milano) |

|                               |           |                  |
| De Stefanis 4’, 57’, 70’, 72’ | Marcatori | 9’, 25’ Cattaneo |

| Arbitro: | Carminati (Milano) |

|              |           |  |
| Avanzini 64’ | Marcatori |  |

| Reggio Emilia 24 aprile 1938 28ª giornata | Reggiana         | 0 – 0 | Lecco | Stadio Mirabello\| Arbitro: \| Zanchi (Bergamo) \| |
| Arbitro:                                  | Zanchi (Bergamo) |       |       |                                                    |

| Arbitro: | Da Broj (Forlì) |

|                              |           |  |
| Casanova 25’ De Stefanis 50’ | Marcatori |  |

| Monza 8 maggio 1938 30ª giornata | Monza             | 0 – 0 | Reggiana | Campo di via Ghilini\| Arbitro: \| Coletti (Treviso) \| |
| Arbitro:                         | Coletti (Treviso) |       |          |                                                         |